# Миртовый лесной певун
Миртовый лесной певун (лат. Setophaga coronata) — вид птиц семейства древесницевых.

## Описание
У самца миртового лесного певуна оперение на макушке головы и по бокам жёлтого цвета. У восточных форм горло белое, у западных форм оно жёлтое. Спина у восточной формы миртовой древесницы серо-голубого цвета в передней части и от чёрно-серого до чёрно-коричневого цвета в задней части. На серо-голубых крыльях имеются белые пятна, а в перьях хвоста жёлтые полосы и белые вершины хвоста. Перед у западной формы миртового лесного певуна тёмно-серого цвета. Самки обеих форм имеют более тусклое оперение. Жёлтые пятна по бокам почти не видны. Верхняя сторона светло-коричневая в передней части. Вокруг глаз находится белое кольцо.

## Распространение
Миртовый лесной певун - это широко распространенная в Северной Америке певчая птица. Восточная форма населяет опушки леса или открытые лесистые области в том числе от Центральной и Восточной Канады через Альберту, Саскачеван и Манитоба, север Миннесоты, Висконсина, Мичигана до Новой Англии и севера Пенсильвании. Западная форма населяет во время периода гнездования области на западе Северной Америки, такие как Британская Колумбия, Нижняя Калифорния и север Мексики.

## Питание
Питается преимущественно насекомыми, зимой также плодами и ягодами.

## Размножение
Часто самка гнездится дважды в течение гнездового периода, откладывая яйца в открытом чашеобразном гнезде. Кладка состоит из 4—5 яиц, которые высиживаются от 12 до 13 дней. Через примерно 10—12 дней выводок становится самостоятельным.